# ベルギュザル・コレル
ベルギュザル・コレル（Bergüzar Korel、1982年9月2日 - ）はトルコの女優。